# Библейский буквализм
Библейский буквализм (англ. biblical literalism) или библицизм (англ. biblicism) — термин, по-разному используемый разными авторами в отношении толкования Библии. Его можно приравнять к словарному определению буквализма: «следование точной букве или буквальному смыслу», где буквальный означает «в соответствии с, включающий или являющийся основным или строгим значением слова или слов; не переносным или метафорическим».
В качестве альтернативы термин может относиться к историко-грамматическому методу, герменевтической технике, которая стремится раскрыть значение текста, принимая во внимание не только грамматические слова, но и синтаксические аспекты, культурно-исторический фон и литературный жанр. Таким образом подчёркивается референциальный аспект слов в тексте, не отрицая значимости литературных аспектов, жанра или фигур речи в тексте (например, притча, аллегория, сравнение или метафора). Это не обязательно приводит к полному согласию по одному-единственному толкованию любого конкретного отрывка. Этот христианский фундаменталистский и евангелический подход к Писанию широко используется христианами-фундаменталистами, в отличие от историко-критического метода мейнстримного иудаизма, мейнстримного протестантизма и римо-католицизма. Те, кто относит библейский буквализм к историко-грамматическому методу, используют слово «буквализм» для обозначения толкования Библии в соответствии со словарным определением буквализма.
Фундаменталисты и евангелики иногда называют себя буквалистами или библейскими буквалистами. Социологи также используют этот термин в отношении консервативных христианских убеждений, которые включают в себя не только буквализм, но и учение о безошибочности Библии. Термин «библейский буквализм» часто используется как уничижительный для описания или высмеивания интерпретационных подходов фундаменталистов или христиан-евангеликов.